# ابدال بیگ تالش
ابدال بیگ تالش که به نام ده‌ده‌بیگ تالش هم معروف است، یکی از امیران قزلباش تالشی بود، که ابتدا به طریقت صفویه و بعداً حکومت صفویان خدمت می‌کرد. تاریخ درگذشت وی نامشخص است. نام او پس از سال ۱۵۱۳ میلادی در منابع تاریخی ناپدید می‌شود.